# ジョヴァンニ・ランフランコ

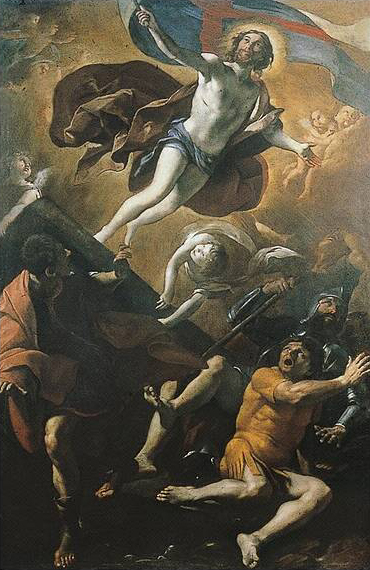
『復活』(1622)

ジョヴァンニ・ガスパーレ・ランフランコ（Giovanni Gaspare Lanfranco、1582年1月26日 - 1647年11月20日）は、イタリア・バロック期を代表する画家の一人である。

## 生涯
1582年1月26日にパルマで生まれる。幼少時代から芸術的才能を示していたランフランコは、オラツィ・スコッティ侯爵の仲介により、アゴスティーノ・カラッチの弟子となった。アゴスティーノの死後、まだ20歳だったランフランコはローマのアンニーバレ・カラッチの元を訪ねた。ローマ滞在は大変充実したものだった。1602年から1607年に、アンニバーレの指揮下でサン・ジャコモ・デリ・スパニョーリ聖堂エッレーラ礼拝堂を他の弟子たちと共に装飾した他、1608年にはグイド・レーニと共にサン・タンドレア聖堂の装飾に携わった。サンタ・シルヴィア教会、サン・グレゴリオ・アル・チェリオ聖堂に装飾を施したほか、シスト・バダロッキオと共に、アンニーバレ・カラッチに捧げる形で『ロッジャ・ディ・ラッファエッロ』の版画を制作し、出版した。1610年、アンニーバレの死後、ランフランコはパルマに帰還し、同地のオニッサンティ教会主祭壇のため『栄光の救世主イエス・キリストと天使、諸聖人』を制作した。
1612年末にローマに戻ると、パラッツォ・マッテイの三部屋の天井をフレスコ画で装飾した。このローマ滞在中には数々の祭壇画や小型の銅版画が制作されたが、中でもこの時期の傑作はサン・タゴスティーノ教会のブオンジョヴァンニ礼拝堂の装飾である（1616年完成）。
パラッツォ・デル・クィリナーレでの仕事の後、とりわけグイド・レーニ（1614年）、フランチェスコ・アルバーニ（1617年）、ドメニキーノ（1617年）が、それぞれローマを去った後、ランフランコは教皇パウルス5世の贔屓の画家となったが、その後継者教皇グレゴリウス15世は、公的作品の注文をグエルチーノとドメニキーノにする方を好んだ。それでも、ランフランコは1621年にヴァッリチェッラのクロチフィッソ・イン・サンタ・マリア礼拝堂に装飾を施し、1625年から1627年にかけては、サン・タンドレア・デッラ・ヴァッレ聖堂のクーポラをフレスコ画で装飾した。
続く教皇、ウルバヌス8世は、サン・ピエトロ大聖堂にランフランコの作品を活用した。1628年9月に『水上を歩むサン・ピエトロ』の描かれた巨大なフレスコ画が公開された。1633年末から1634年初頭にかけてイエズス会によりナポリに招聘され、10年余りの内に同地で最も重要な教会の数々に一連のフレスコ画を制作した。ジェズ・ヌオボのクーポラ（1534年 - 1536年）から、テゾーロ・ディ・サン・ジェンナーロの装飾（1641年 - 1643年）まで、サンティ・アポストリの内部装飾（1638年 - 1646年）から、サン・マルティーノの身廊天井装飾（1634年 - 1638年）に至るまでである。
そして、1646年に再びローマに戻ったランフランコは、サン・カルロ・アイ・カティナリ教会のアプシスをフレスコ画で装飾した。
1647年11月20日にローマで死去する。

## ギャラリー

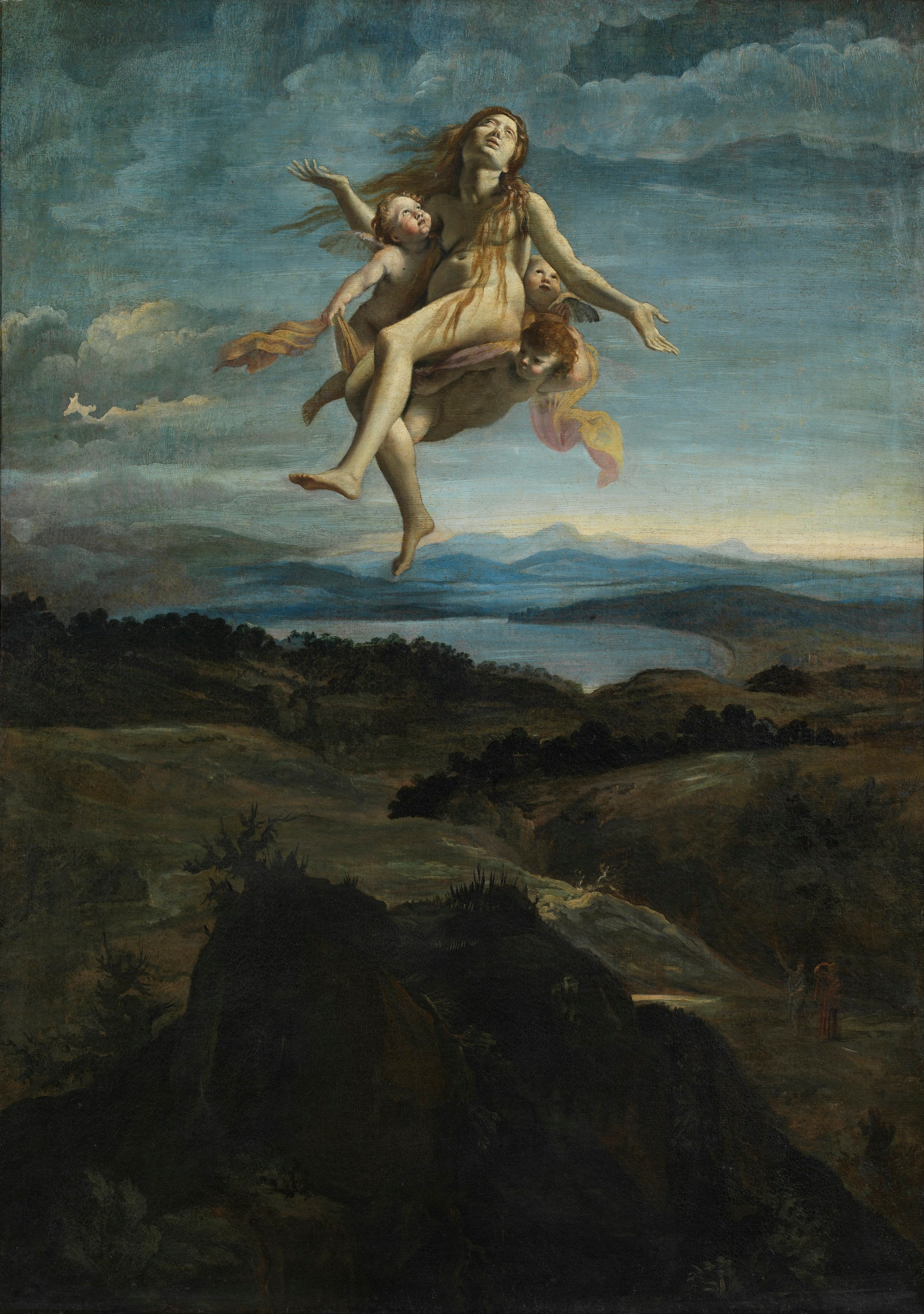
『天使によって空に運ばれるマグダラのマリア』 (1515-1517年)、カポディモンテ美術館、ナポリ
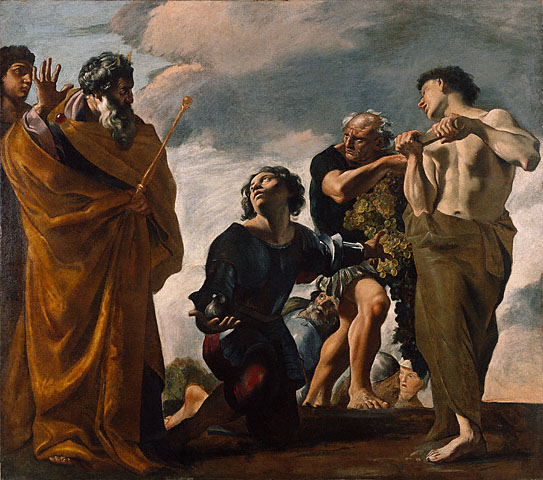
『モーセとカナンからの遣い』(1621-1625年ごろ)、J・ポール・ゲティ美術館、ロサンゼルス
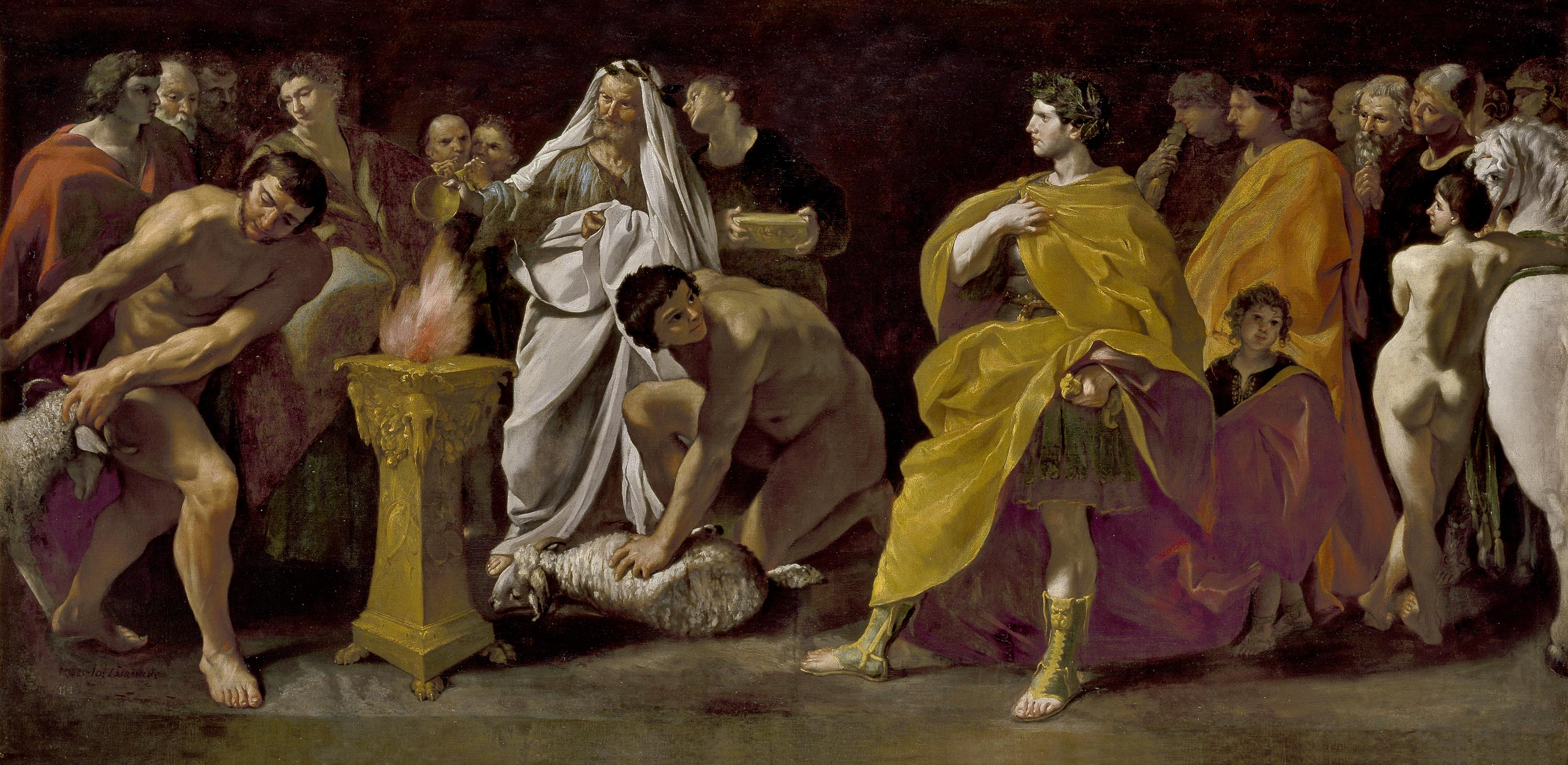
『ローマ皇帝のために生贄を捧げる神官』(1635年ごろ)、プラド美術館、マドリード
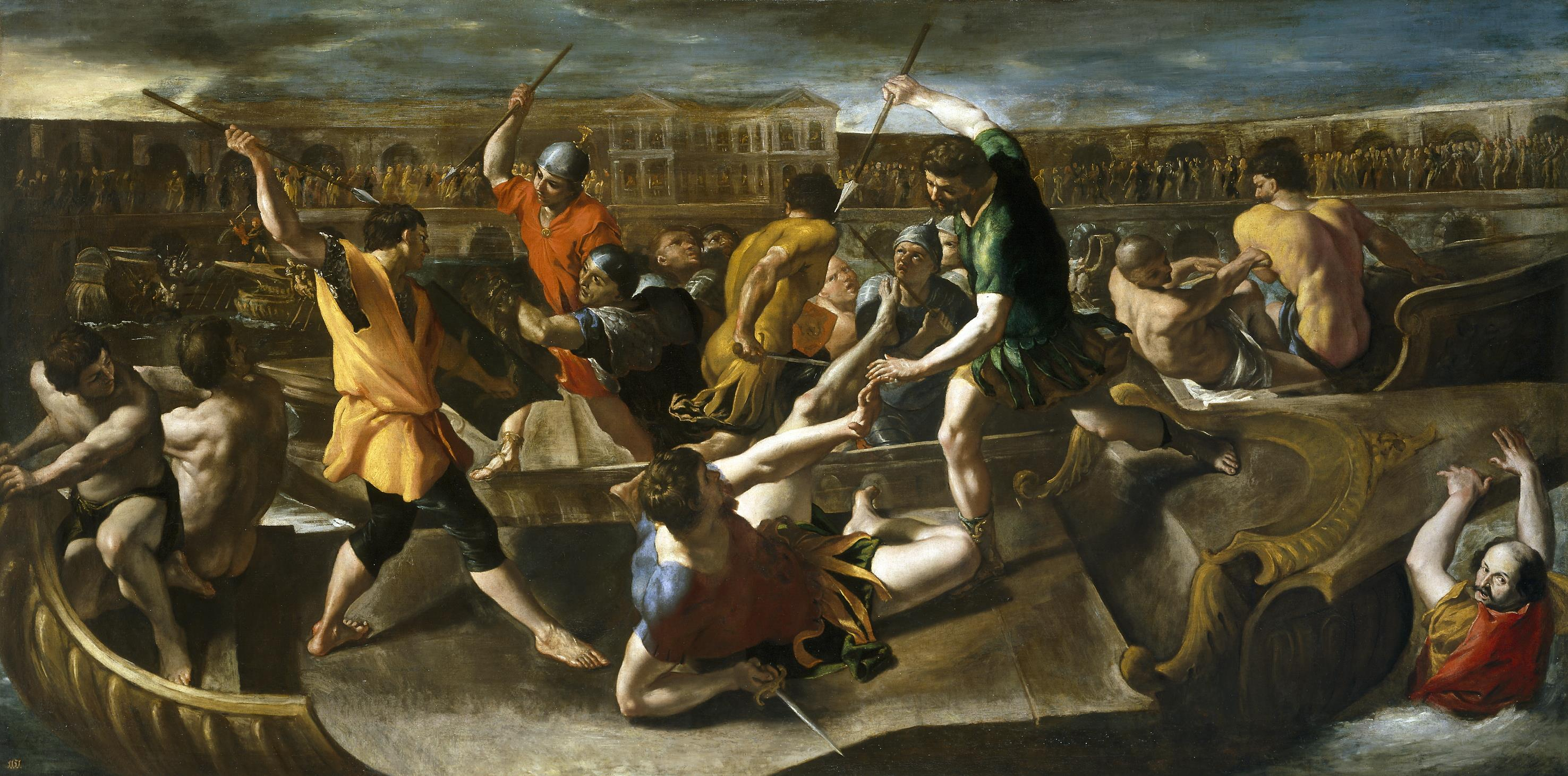
『ローマの疑似海戦』(1635年ごろ)、プラド美術館
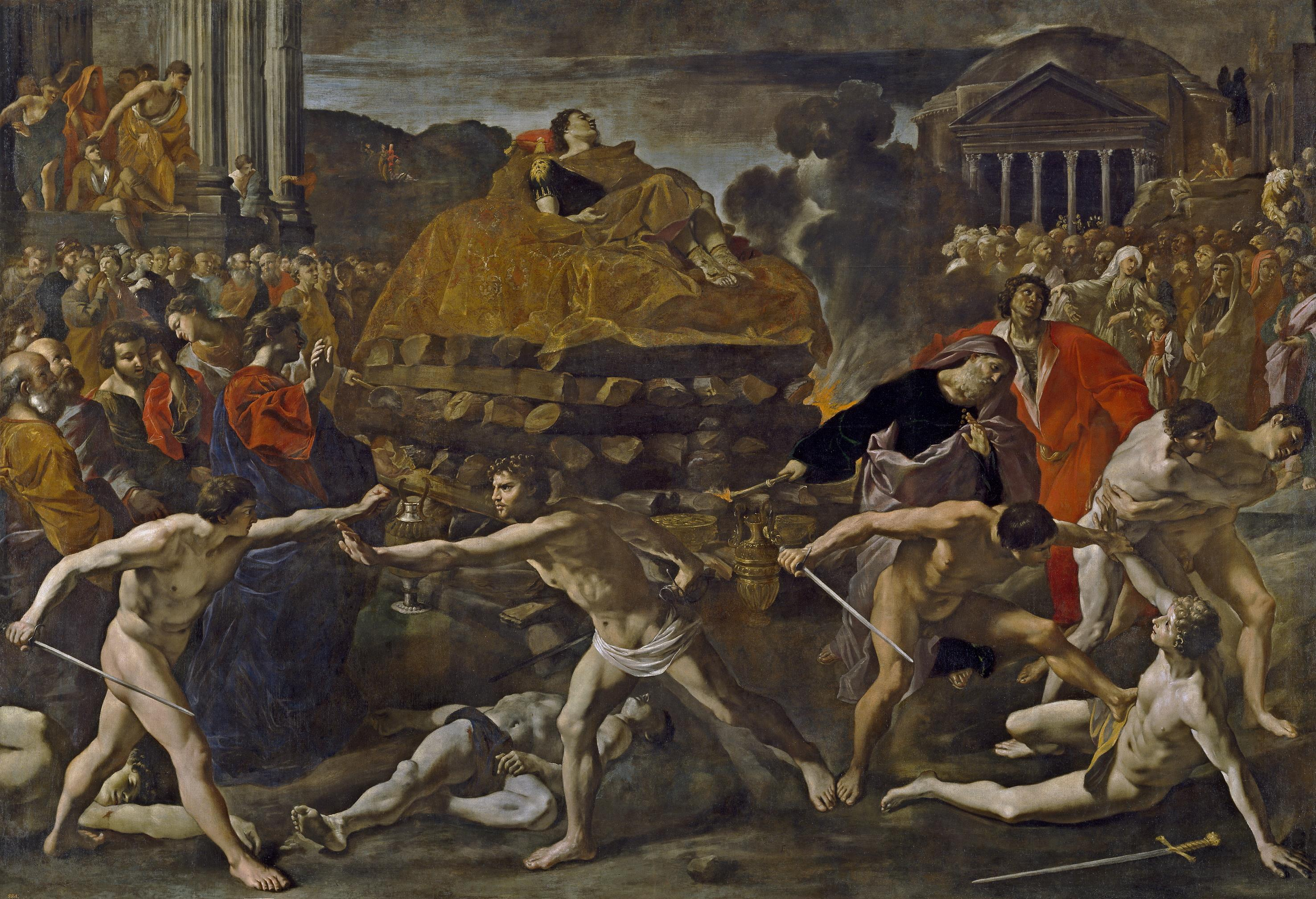
『ローマ皇帝の葬儀』 (1636年ごろ)、プラド美術館
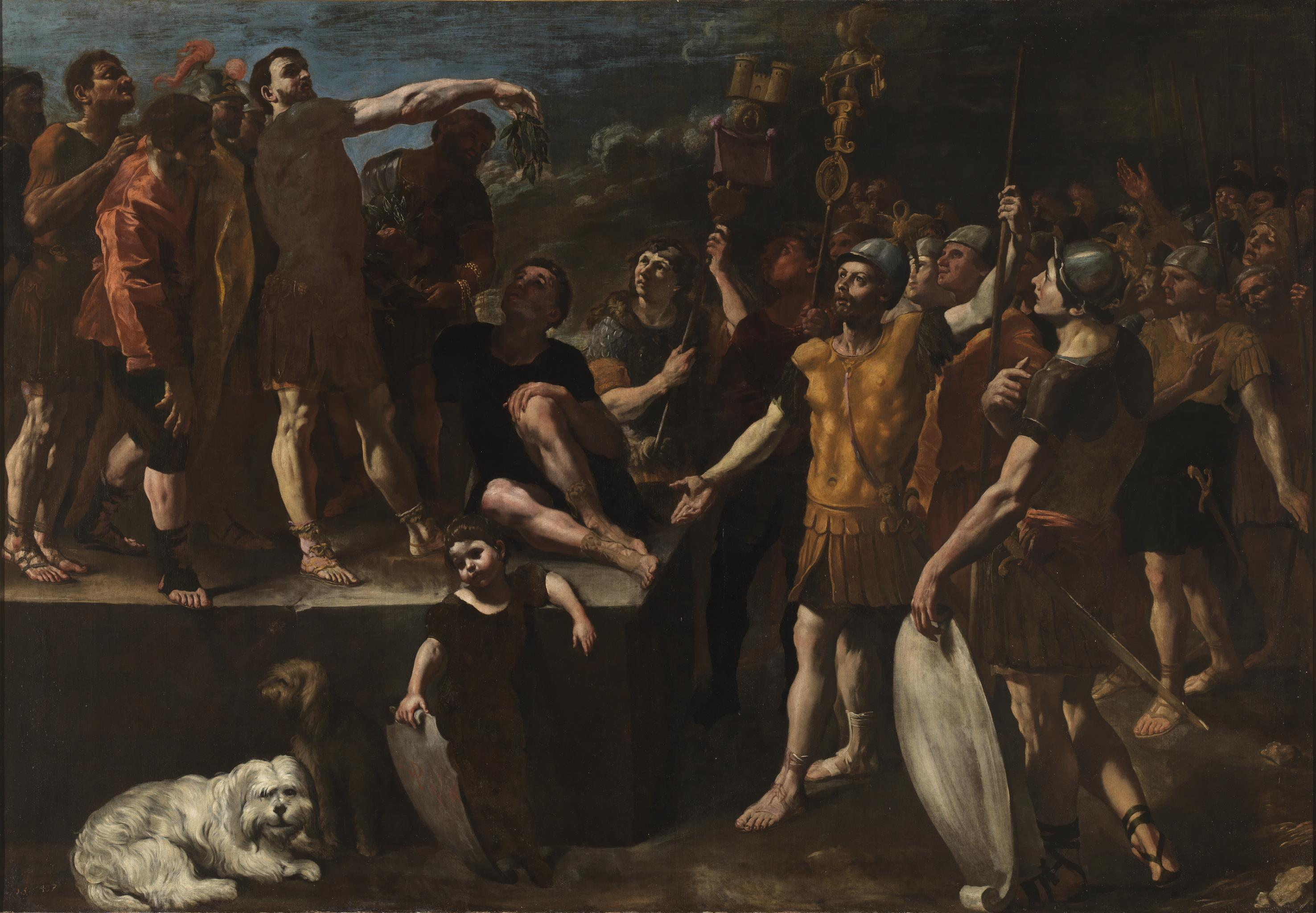
『ローマ皇帝の演説』(1638年ごろ)、プラド美術館
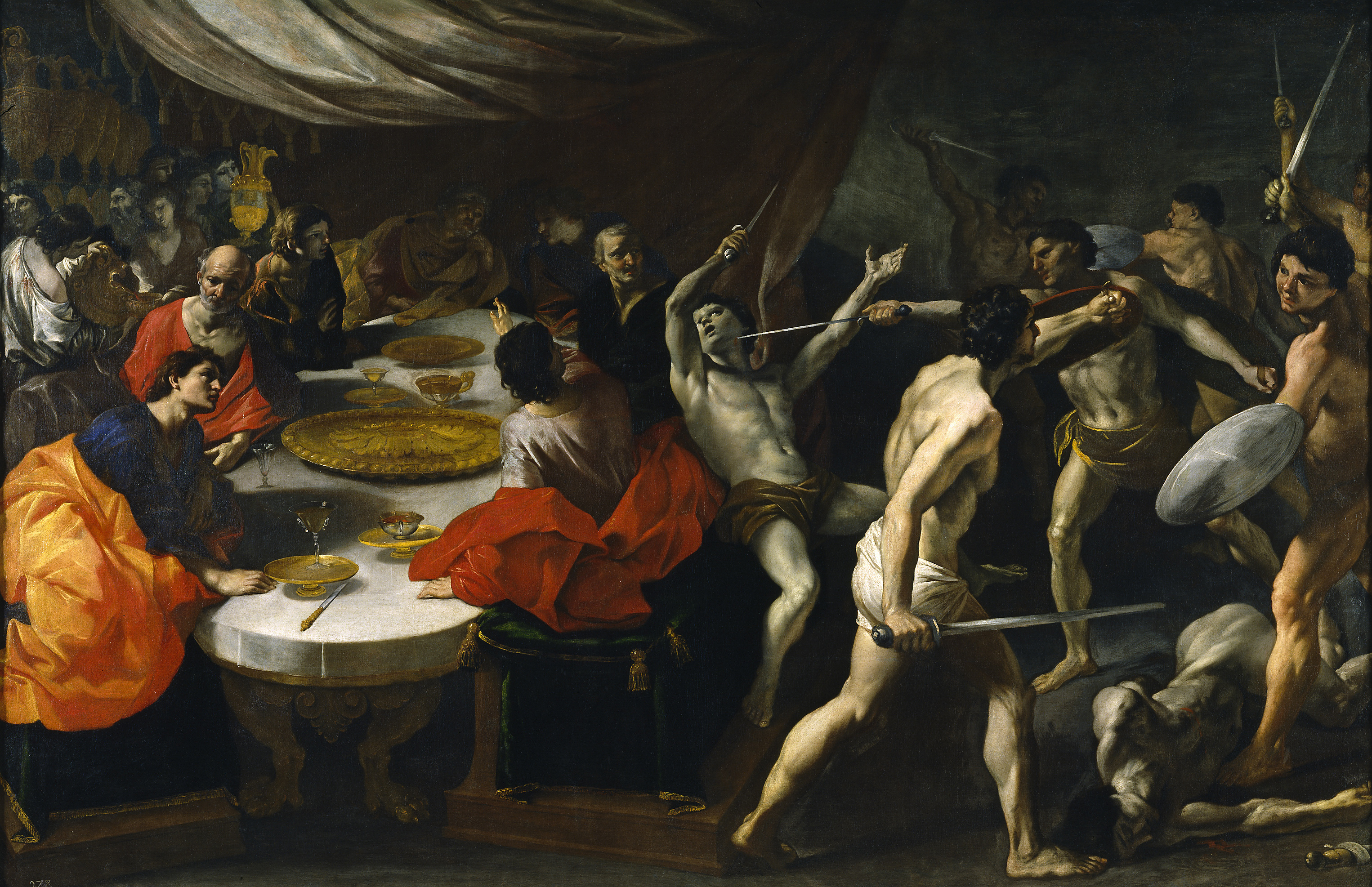
『宴の剣闘士たち』(1638年ごろ)、プラド美術館